# Daniel Gibson
Pour l’article homonyme, voir Gibson.
Daniel Hiram Gibson (né le 27 février 1986 à Houston dans le Texas) est un joueur américain de basket-ball. Gibson joue au poste de meneur. Il mesure 1,88 m pour 86 kg.

## Biographie

### Carrière universitaire
Gibson passe deux années dans l'équipe universitaire des Texas Longhorns.

### Carrière en NBA
Daniel Gibson est drafté à la 42e position de la draft 2006 de la NBA par les Cavaliers de Cleveland.
Dès sa première saison en NBA (2006-2007), l'entraîneur des Cavaliers, Mike Brown, compte sur lui et son tir à 3 points.
Mike Brown le fait jouer 60 matches et Gibson joue en moyenne 16,5 minutes par match et Gibson fournit 4,6 points, 1,15 passe décisive, 1,5 rebond en moyenne par match.
Malgré des statistiques moyennes, Gibson est titularisé face à Tony Parker au poste de meneur de jeu lors des finales NBA 2007, finales perdues par les Cavs.
Lors de la saison 2007-2008, il est invité au Rookie Challenge duquel il finit MVP grâce à sa prestation à 3 points (11/18), il détient le record de panier à 3 points lors d'un NBA All-Star Week-end. Il participe aussi au concours de 3 points à La Nouvelle-Orléans.
En février 2014, il tente d'effectuer un retour en NBA.

### Vie privée
Il est en couple avec la chanteuse de R'n'b Keyshia Cole. Ils ont eu un garçon le 2 mars 2010 prénommé Daniel Jr. Gibson. En avril 2017, Keyshia annonce qu'elle et Daniel sont en instance de divorce.

## Affaires judiciaires
Le 29 juillet 2013, Gibson s'est rendu à la police de La Nouvelle-Orléans pour répondre à une accusation de coups et blessures au deuxième degré liée à un incident survenu plus tôt dans le mois. Son avocat a refusé de commenter l'affaire, mais la police a déclaré que Gibson avait frappé un homme, lui brisant la mâchoire, lors d'une altercation dans une boîte de nuit locale.